# Souvenir de Charles Machiroux
La Souvenir Charles Machiroux est une variété de fraise (Fragaria × ananassa Duch.), issue de la région de Liège (Belgique). 
Développée en 1942 à Amay, elle a été le produit phare de la production de fraises à Vottem dans l’après-guerre.  Cette variété productive, saine et savoureuse vole encore beaucoup de cœurs d’amateurs.

## Histoire
Charles Machiroux (Aywaille, 7 juillet 1880 – Liège, 19 mars 1947) a vécu à Amay. Il devient jardinier de la comtesse d’Hemricourt à Magnery (Engis). Le 19 mars 1910, Charles s’établit comme horticulteur indépendant à Amay.
Au printemps froid de l’année 1942 fleurissent dans son jardin (« les vignes à Wéhairon ») à Amay les variétés de fraises tardives et précoces au même moment. Un croisement naturel entre les variétés 'Ville de Paris' (= 'Merveille de Tihange') X 'Tardive de Léopold' a été établi. À partir des fruits, les graines ont été préservées, étalées et les meilleures plantes ont été sélectionnées, ce qui a permis à Charles Machiroux de créer une toute nouvelle variété de fraises. Après la mort de l’éleveur, on a appelé la fraise « Souvenir de Charles Machiroux » en son hommage,.
En 1977, le cultivar 'Hapil' a été obtenu par croisement de la 'Machiroux' avec la 'Gorella'.

## Cultivation et commercialisation
Après la seconde guerre mondiale, cette variété était le produit phare de la Criée Coopérative de Vottem, où elle était surtout cultivée dans le centre et la partie haute du village. Dans les années 1950, cette criée commercialisait entre 18 et 37 tonnes de fraises par année, produites par environ 200 producteurs.
À ce jour, cette variété est encore cultivée, notamment dans la région d’Amay, Tihange, Liège et Vottem mais aussi en France. 
Elle est notamment commercialisée par le "Moulin Seronvalle" à Liers, et par M. Martin à Soumagne.

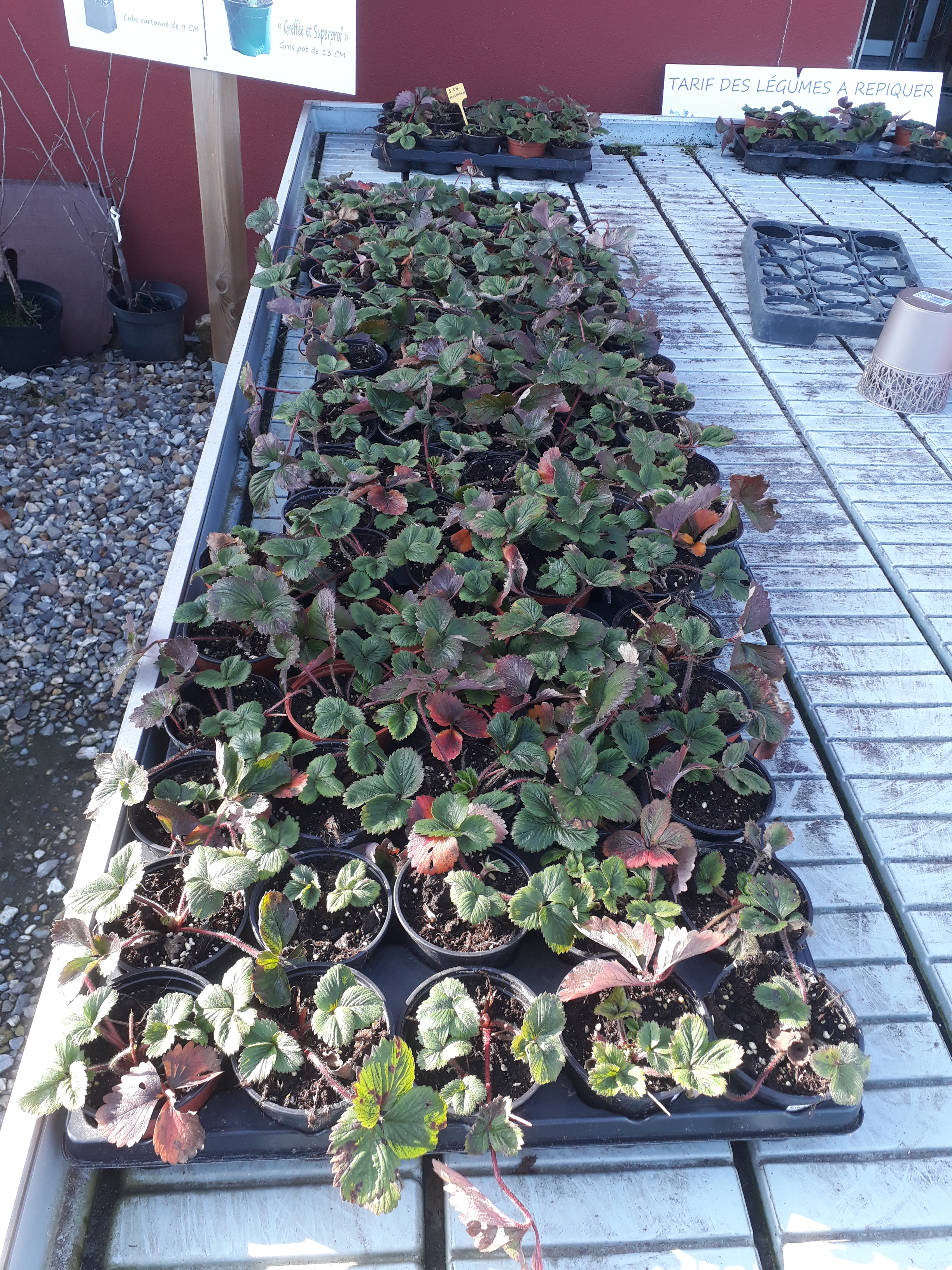
Jeunes plantes de Machiroux en vente à Liers, village voisin de Vottem

## Caractéristiques
Fraise juteuse et très parfumée, très bon goût, de couleur rouge cardinal, assez molle à épiderme fragile. Le calibre des fruits diminue fortement après 10 jours de récolte. Fruits moyens de formes irrégulières ovoïdes à globuleux. Plants sensibles à l’oïdium sur les feuilles; ne convient dès lors pas à la culture sous abris. Fleurs sensibles aux gelées printanières. Production mi-hâtive. Comparé aux variétés "modernes", elle ne se garde pas bien.

## Cultivation[5]
- Époque de floraison : avril - mai
- Hauteur : 20 cm
- Terre : bonne terre de jardin fumée
- Exposition : soleil
- Multiplication : semis , stolon , division de pied
- Période de multiplication (semis, bouturage, etc.): février, mars
- Strate végétale : Herbacée
- Pollinisation : allogame
- Type de végétation : persistant
- Cycle de vie : vivace
- Propriétés : Fruit comestible, Fruits rouges/petits fruits

## Conservation de la variété
Le matériel génétique de cette fraise est conservé notamment à la Banque génétique pour les Fruits à Dresde en Allemagne, où on la cultive afin de maintenir la variété.